# Hans Oberländer
Johannes Emanuel Ignatz Oberländer (meist Hans Oberländer; * 14. März 1870 in Prag, Österreich-Ungarn; † 30. Januar 1942 in Freiburg im Breisgau, Deutsches Reich) war ein deutscher Theater- und Stummfilmregisseur und Theaterwissenschaftler.

## Leben und Wirken

### Herkunft und erste Jahre
Die Eltern waren der erfolgreiche Schauspieler Heinrich Oberländer und die Opernsängerin Laura Laufer. Die Familie zog kurz nach der Geburt des Sohnes nach Berlin, wo der Vater königlicher Hofschauspieler wurde. 1884 starb die Mutter. Hans Oberländer besuchte ein Gymnasium in Neubrandenburg (?) und studierte dann Deutsche Philologie in Berlin. Im Oktober 1894 immatrikulierte er sich in Rostock und promovierte dort 1896.  In dieser Zeit spielte er wahrscheinlich bereits in einem Theater. Spätestens 1898 war er Regisseur am Hoftheater in Gotha.

### Theaterregisseur in Berlin und Wiesbaden
1899 lebte Hans Oberländer wieder in Berlin und gründete dort den Akademischen Verein für Kunst und Literatur, der sich der Aufführung antiker Dramen widmete. Angeregt wurde er dazu durch die Übersetzungen des Altphilologen Ulrich von Wilamowitz-Moellendorff, zu dem er auch danach einen persönlichen Kontakt pflegte. Für die Aufführungen konnte er junge ambitionierte Schauspieler wie Max Reinhardt gewinnen. Mit diesem arbeitete er in den nächsten Jahren intensiv zusammen.
1901 wurde Oberländer einer der Direktoren der jungen Kleinkunstbühne Schall und Rauch von Reinhardt, aus der 1902 das Kleine Theater hervorging. Dort wurde er einer der wichtigen Regisseure. Sein größter Erfolg war die Inszenierung der Salome von Oscar Wilde 1902. Seit 1903 war Oberländer auch als Regisseur in Reinhardts Neuem Theater tätig.
Seit 1907 oder 1908 war er am Königlichen Schauspielen Wiesbaden als Regisseur angestellt.

### Stummfilmregisseur
Seit 1911 war Hans Oberländer als Regisseur in Stummfilmen tätig, zuerst mit dem Berliner Produzenten Oskar Messter. Er entwickelte sich bald zum produktivsten Regisseur (nach Adolf Gärtner) mit 37 bekannten Stummfilmen.
Keine seiner Inszenierungen besitzt heute noch künstlerische oder filmhistorische Bedeutung, seine Werke erfreuten sich jedoch in den Anfangsjahren der Kinematographie beim Publikum einiger Popularität.
Er machte Harry Liedtke 1913 einem breiteren Publikum bekannt, drehte Melodramen mit Ressel Orla und Mia May und zeichnete auch für Serienkrimis wie Der Onyxknopf mit Max Landa als Joe Deebs verantwortlich. Der Marija-Leiko-Film Die Frau von morgen von 1921 war seine letzte Produktion.

### Letzte Jahre
Danach sah man Hans Oberländer noch zweimal als Filmschauspieler; seine letzte Rolle war die eines Pfarrers in dem im September 1929 gedrehten Aufklärungsfilm Fruchtbarkeit. 
Von 1933 ist sein letztes Engagement am Deutschen Theater unter Max Reinhardt bekannt. Nach dessen Emigration gibt es auch keine Nachrichten mehr über Hans Oberländer in Deutschland, möglicherweise verließ er ebenfalls das Land.
1942 starb er in Freiburg im Breisgau.
Dr. Hans Oberländer war seit 1904 verheiratet.

## Theater
Regietätigkeiten
Hans Oberländer führte Regie in Theatern in Gotha, Berlin, Wiesbaden und möglicherweise weiteren Orten. Er widmete sich besonders antiken Dramen und modernen Theaterstücken mit einem Bezug zu altertümlichen Stoffen. Angegeben sind die Premierentage, es gab meist weitere Vorstellungen.
- König Ödipus von Sophokles, 28. Februar 1900, Berliner Theater, mit Akademischem Verein für Kunst und Literatur, mit Louise Dumont, Max Reinhardt
- Antigone von Sophokles, 28. März 1900, Lessing-Theater Berlin, mit Akademischem Verein für Kunst und Literatur, mit Louise Dumont, Max Reinhardt
- Orestie von Aischylos, 24. November 1900, Theater des Westens, mit Akademischem Verein für Kunst und Literatur, mit Louise Dumont, Eduard von Winterstein, Max Reinhardt, neuzeitliche Erstaufführung[8][9]
- Die tote Stadt von Gabriele D’Annunzio, 26. Januar 1902, Neues Theater Berlin, mit Lessinggesellschaft, mit Rosa Bertens, Hermann Boettcher, Max Pohl, deutsche Erstaufführung[10]
- Salome von Oscar Wilde,  15. November 1902, Kleines Theater Berlin, mit Gertrud Eysoldt, geschlossene Veranstaltung, danach weitere Aufführungen, großer Erfolg

- Die Raben von Henry Becque, 16. Januar (?) 1903, Kleines Theater
- Die Lokalbahn von Ludwig Thoma, 25. Februar 1903, Neues Theater, erste Theateraufführung nach der Übernahme des Theaters durch Max Reinhardt
- Medea von Euripides, 19. Februar 1904, Neues Theater
- Des Pastors Rieke von Erich Schlaikjer, 12. März 1904, Kleines Theater
- Märtyrer von Georg Reicke, 6. April 1904, Kleines Theater
- Die Kronprätendenten von Henrik Ibsen, 7. Oktober 1904, Neues Theater
- Bunbury von Oscar Wilde, 31. Dezember 1906, Kleines Theater
- John Gabriel Borkman von Henrik Ibsen, 9. Oktober 1908, Königliche Schauspiele Wiesbaden[11]

## Filmografie (Auswahl)

### Regie
| - 1911: Die Wallfahrt nach Kevlaar - 1912: Die Hohe Schule - 1912: Für die Ehre des Vaters - 1912: Gequälte Herzen - 1912: Im Banne der Schuld - 1913: Problematische Naturen - 1913: Zu spät (fraglich) - 1913: Frauenleid - 1913: Statistinnen des Lebens - 1913: Ultimo - 1913: In Vertretung - 1913: Schuldig - 1913: Schwester Martha - 1913: Zurückerobert - 1914: Der polnische Jude - 1914: Die zerbrochene Puppe - 1914: Sein braunes Mädel - 1914: Wenn Wunden heilen - 1915: Fürstliches Blut - 1915: Aschenbrödel - 1915: Abgründe | - 1915: Der Erbförster - 1916: Lumpenliesel - 1916: Mutter und Kind - 1916: Dienstmann Wubke - 1916: Seine häßliche Frau - 1917: Opfer der Leidenschaft - 1917: Der Onyxknopf - 1917: Vertauschte Seelen - 1917: Ehre - 1918: Das Herz vom Hochland - 1918: Schiffbrüchige der Liebe - 1919: Das Mädchen aus dem wilden Westen (nur Co-Drehbuch) - 1919: Komödianten - 1919: Ein schwaches Weib - 1919: Foxtrott-Papa - 1919: Drei Tage Freiheit - 1920: Die Laune eines Lebemannes - 1920: Moderner Kapitalismus - 1920: Dämon Weib - 1920: Richtet nicht - 1921: Die Frau von morgen |

### Drehbuch und Schauspieler
- 1925: Blitzzug der Liebe, als Schauspieler
- 1926: Rosen aus dem Süden,  nur Co-Drehbuch
- 1929: Fruchtbarkeit, als Schauspieler

## Publikationen
Hans Oberländer veröffentlichte zwei theatertheoretische Schriften, sowie einige Aufsätze zu Theateraufführungen
- Die Theorie der deutschen Schauspielkunst im 18. Jahrhundert, ihr Ursprung und ihre Entwicklung, Rostock 1896, Dissertation
- Die geistige Entwicklung der deutschen Schauspielkunst im 18. Jahrhundert, Hamburg 1898, erweiterte Fassung der Dissertation